# 심익현
심익현(沈益顯, 1641년 6월 19일 ~ 1683년 7월 6일)은 조선 효종의 부마로 효종의 딸 숙명공주와 혼인하여 청평위(靑平尉)에 봉해졌다. 세종의 부마 심안의의 형 심안인의 7대손으로 형조판서 심광언의 5대손이고 영의정 심지원의 아들이다.
본관은 청송(靑松)이고, 자는 가회(可晦), 호는 죽오(竹塢)이다.

## 생애
1652년(효종 3년) 효종의 둘째 딸 숙명공주와 혼인하여 청평도위(靑平都尉)가 되었다.
청평위(靑平尉) 심공(沈公)이 죽었을 때 나는 직임을 받아 강화 유수(江華留守)로 나가 있어서 빈렴(殯斂)을 보지 못했고 10일이 넘어서야 일 때문에 서울을 지나다가 급히 그 집에 가서 곡하고 물러 나와 여러 아들을 보매, 상복 차림의 야윈 모습으로 상장(喪杖)을 놓고 청할 말이 있을 것 같았으나 슬픔 때문에 말을 하지 못하였다. 공의 아우 심익창(沈益昌)이 조카들의 뜻을 따라 흐느끼며 말하기를, “제 형님이 불행하여 이 지경에 이르렀습니다. 장차 모월 모일(某月某日)에 매장하려는데, 제 형님과 교유한 사람들 가운데 이공(李公, 이민서(李敏叙))께서 가장 오래되었고 또 잘 지냈으니, 지금 장사를 지내려고 함에 이공에게 명(銘)을 써줄 것을 감히 청합니다.” 하였다.내가 생각해보니, 공자(公子, 청평위를 말함)들이 교유하는 사람이 호걸들이어서 청할 만한 곳도 많을 터인데, 나를 특별히 두렵게 본 것은 내 뜻이 다른 사람들과는 다르기 때문일 것이다. 내가 공자의 특별한 지고(知顧)에 보답한다고 말할 수는 없으나 지금 넉넉하지 못한 글을 가지고 공의 덕의 아름다움을 서술한다는 것은 감히 책임지지 못할 일이지만 그러나 어찌 차마 사양하겠는가?공의 휘(諱)는 익현(益顯)이요, 자(字)는 가회(可晦)며, 호(號)는 죽오(竹塢)이다. 청송 심씨(靑松沈氏)는 고려 때 위위승(衛尉丞) 심홍부(沈洪孚)에서부터 시작된다. 3세를 지내고 조선에 들어와서 청성백(靑城伯) 심덕부(沈德符)와 부윤 심징(沈澄)과 판관 심석준(沈石寯)과 관찰사 심선(沈璿)과 절도사 심안인(沈安仁)과 증 이조 판서 심빈(沈濱)과 좌참찬 심광언(沈光彦)이 대대로 그 집을 이었다. 공의 고조부인 휘 금(錦)은 감찰을 지내고 뒤에 이조 판서에 추증되었고, 증조부인 숙천 부사(肅川府使) 휘 종침(宗忱)은 뒤에 좌찬성에 추증되었으며, 조부인 사산 감역(四山監役) 휘 설(偰)은 뒤에 영의정에 추증되었다. 아버지 영의정 휘 지원(之源)은 청아(淸雅)한 인망으로 효종 때 상신(相臣)이었는데, 해평 윤씨(海平尹氏)인 부원군 윤근수(尹根壽)의 손녀이며 부사 윤종지(尹宗之)의 딸에게 장가들어 신사년(辛巳年, 1641년 인조 19년) 8월 19일 임술(壬戌)에 공을 낳았다.공은 태어나면서 특이한 징조가 있었고 글을 배우게 되자 뛰어나게 총명하여 기억하고 외우기를 잘하였는데, 6세 때 처음으로 (진(晉)나라 때 도잠(陶潛)이 지은) 귀거래사(歸去來辭)를 배운 뒤에 저물 무렵의 구름[暮雲]과 잠자러 오는 새[宿鳥]를 보게 되면 ‘암혈(巖穴)에서 구름이 나오고 새는 고달프게 날아간다’는 말을 지적해 인식하였고 말할 때마다 번번이 사람들을 놀라게 하였으므로 의정공이 매우 기이하게 생각하였다.경인년(庚寅年, 1650년 효종 원년) 공의 나이 10세 때 효종(孝宗)이 사위를 가리셨는데, 공이 피선되어 들어가서 임금을 보니 신채(神彩)가 빼어나고 응대(應對)에 법도를 어기지 아니하여 임금도 특이함을 칭찬하셨다. 임금의 둘째 딸인 숙명 공주(淑明公主)를 맞이하여 명덕 대부(明德大夫)의 품계에 오르고 청평위(靑平尉)의 봉작을 받았다. 이때부터 금중(禁中)에 출입하면서 항상 은총과 포장을 받아서 여러 번 오위 도총관을 겸직했고 만년에는 내섬시 제조(內贍寺提調)에 임명되었다. 신축년(辛丑年, 1661년 현종 2년) 나라에 큰 경사가 있어 광덕 대부(光德大夫)의 품계에 오르고 그 뒤 여러 번 승진을 거듭하여 유록 대부(緌祿大夫)의 품계에 이르렀다.공은 식견과 사려(思慮)가 주밀 신중하여 일을 당하면 민첩했으므로 항상 나라에 큰 상고가 나면 문득 공에게 대궐에서 일을 보살피도록 명하였는데, 효종이 승하했을 때도 공의 나이 겨우 약관(弱冠)이었으나 들어가서 일을 주관하였다. 급작스럽게 초상을 당한 일을 모두 정리하고 판별하니 당시 정승인 정태화(鄭太和)도 자주 칭찬하였다고 한다.사신이 되어 세 번이나 연경(燕京)에 다녀왔다. 병오년(丙午年, 1666년 현종 9년)에 사은사(謝恩使)로 갔고 갑인년(甲寅年, 1674년 숙종 즉위년)에 주청사(奏請使)로 갔으며 경신년(庚申年, 1680년 숙종 6년)에도 주청사로 다녀왔다. 항상 길을 떠나기 전에 임금이 내전(內殿)으로 불러들여 시(詩)를 지어주기도 하고 혹은 원자(元子)를 시켜 술을 권하기도 하였다. 돌아올 때는 사람을 시켜 도중에서 마중하여 수고를 위로하게 하였다. 이와 같이 은례(恩禮)가 다른 종척(宗戚)이나 여러 도위(都尉)들보다 특이하였다. 주청사로 떠날 때 주달(奏達)에 잘못된 점이 있어 장차 일이 생기려 했는데, 공이 판별에 힘을 쏟아 거의 미봉(彌縫)되어 무사하게 되었으므로, 임금이 가상히 여기어 아들이나 아우 중 한 사람에게 관직을 내리라 명하고 또 토지와 노비[臧獲]를 하사하였다.경신년(庚申年, 1680년 숙종 6년)에는 사건의 어려움이 있었는데, 그때빈신(儐臣, 외국 사신을 안내하는 자) 가운데 화심(禍心)을 가진 자가 사로잡힌 자의 통역(通譯)을 빙자하여 신하가 강성하다는 말을 주창해 만들어 장상(將相)의 여러 신하 사이를 벌어지게 하였으므로, 조정에서 거짓임을 의심하여 행인(行人, 사신)을 시켜 그 진상을 조사하게 함과 동시에 ‘공이 아니면 불가하고 이미 전에 수명(受命)하였던 자라’면서 공에게 갈 것을 명하자, 공이 ‘이는 나라의 대사(大事)이니, 그 사이에 조금도 사의(私意)를 두어서는 안 될 것이다.’ 하고, 중국에 도착하여 그 통역한 자를 불러 대면하여 그 허실(虛實)을 확인한 뒤 돌아와서 한결같이 공정하였음을 보고하니, 당시의 논의가 칭찬하였다. 그가 연경에 사신으로 가서는 그 나라에서 준 금백(金帛, 금은(金銀) 및 비단)을 모두 따라온 사람들에게 나누어주고 한 가지도 남기지 아니하였다.계해년(癸亥年, 1683년 숙종 9년) 6월에 미질(微疾)을 얻어 수일 동안 일어나지 못하였다. 공이 일찍이 오행설(五行說)에 관한 서적을 보고 그 술법을 잘 해득하였는데, 이에 앞서 사람들에게 이르기를, “나는 계해년(癸亥年)에 죽을 것이다.”라고 하였다. 평소 사람들에게 말하곤 했는데 병이 깊지 아니했는데도 스스로 일어나지 못할 것을 알고 이연(怡然)히 슬퍼하지 않으면서 말하기를, “죽고 사는 것은 천명이다.”라고 하면서 낯빛이 평상시와 같았다고 한다. 임금이 의원을 보내자 공이 의원에게 말하기를, “지난날 내가 병들었을 때 선왕(先王)께서 너에게 명하여 왔었고 지금에 네가 또 주상의 명으로 왔으니, 앞뒤의 특이한 대우는 동일한 데도 내 능히 갚지 못하는 것이 한이다.” 하였다.아우인 심익창에게 말로 전해주어 유언을 쓰게 하여 아들들을 훈칙(訓勅)하게 하고 7월 6일에 정침(正寢)에서 일생을 마치니 향년 43세였다. 임금이 크게 슬퍼하며 조회를 철폐하였고 왕실에서 쓰는 관재(棺材)를 하사하였으며, 부조를 더하고 중사(中使)를 보내 그 상사(喪事)를 주선하게 하여 관(官)에서 예장(禮葬)을 치르도록 명하였다. 9월 2일에 고양(高陽)의 석천곡(石川谷) 자좌(子坐)의 언덕에 안장하였다.공은 정성스럽고 민첩하고 온화하며 순수하여 타고난 바탕이 본시 아름다웠는데, 또 문아(文雅)를 스스로 힘써 글 읽고 글씨를 익힘에 있어서 유사(儒士)처럼 힘써 배워 열심히 공부하였으며, 이미 큰 집에 살면서 부귀를 누리고 있었지만 그 집에 들어가면 항상 겸손한 빛을 보이어 집에 있을 때는 내행(內行)을 삼가고 효도와 우애에 독실하여 봉양을 잘했고 상사(喪事)와 제사에는 반드시 인정과 예를 다하였다. 어머니가 별세하고 나서 외조모를 섬기기를 어머니를 섬기듯 해서 처음부터 끝까지 게을리 하지 아니했으며, 선대의 산업을 나누어 모두 형과 아우에게 사양하고 취한 바가 없었으며, 묘전(墓田)과 노복(奴僕)을 넉넉히 두어 모두 직접 경영하고 다스려서 영구한 계책으로 삼았는데, 죽을 때 오히려 묘비를 세우지 못함을 한으로 여겼다. 숙모(叔母)가 궁하게 지내면서 자식이 없었는데 사시절마다 맞는 옷을 만들어 바쳤고 병이 들거나 초상이 났을 때도 의약과 염빈(斂殯)의 비용을 모두 공이 부담하였다. 형제를 대접하기를 항상 화목하고 즐겁게 해서 그 궁핍(窮乏)할 때마다 넉넉하게 도와주고 맛좋은 음식이 조금만 생겨도 반드시 나누어주었으며, 하사받은 노비도 다시 나누어주며 말하기를, “임금이 주신 복을 함께 누리자.” 하였다. 종족 가운데 빈궁한 사람과 범인들 가운데 덕이 있는 사람까지도 대접을 곡진하게 하는 은혜로운 뜻이 있었으므로 사람들은 모두 어렵다고 하였다. 효종이 모든 사위들을 대접하기를 한집안사람같이 했지만 특히 공을 사랑해서 금원(禁苑)에서 놀이를 할 때는 문득 공에게 따르도록 명하여 빈번하게 어제품(御製品)을 내리어 화답하는 시(詩)를 짓게 하고는 하사하는 것이 많았다. 현종 때가 되어서도 이러한 은총에는 변함이 없어 자주 불러들여서 침전에 가면 조용히 술을 하사하였고 인선 왕후(仁宣王后)도 사랑을 쏟음이 더욱 지극하였다. 공은 항상 조심하고 두려워해서 종들을 엄하게 다스려 거리에서 잘못을 저지르지 못하게 했고 자제들을 경계해서 남의 장단점을 말하지 못하게 하였으므로, 세상에서 모두 이것을 가지고 더욱 어질다 하였으며, 시정(市井)의 소민(小民)들마저도 공을 현공자(賢公子)라고 칭찬하지 아니한 사람이 없었다.공이 문사(文詞)를 특히 좋아해서 시(詩)를 지으면 깨끗하면서도 곱고 또한 운치가 있었다. 모든 명사들과 놀기를 좋아해서 술을 마시며 시(詩)를 지음에 조화를 이루었고 방탕하지 아니하였다. 필법(筆法)이 절묘하고 아름다워 여러 번 산릉(山陵)의 지문(誌文)과 옥책문(玉冊文)ㆍ교명(敎命) 등의 글을 써서 구마(廐馬)를 하사받기도 하였다. 공과 같은 때의 다른 부마(駙馬)들도 모두 명가(名家)의 자제들로 명예가 있었으나 10여 년 사이에 그 사람들과 공주가 대부분 영락(零落)하여 완전하지 못하였는데, 유독 공만은 내외가 모두 병 없이 잘 지내면서 엄숙하고 화목하여 즐거움이 깊으니 온 세상 사람들이 모두 부러워하며 칭찬하였고, 또 공이 이러함을 얻는 것이 당연하다고 하였다. 나는 빈객의 뒤를 따라서 여러 번 공이 한가히 거처할 때를 접하였는데, 아담한 생각이 충염(沖恬)하고 풍류가 온자(蘊藉)하였으며, 평상시 거처하는 좌우에 도서를 쌓아두고 간간이 술 마시고 시 읊으면서 절대로 부귀한 집안의 자제라는 기상이 없었으니, 가히 그 사람됨을 짐작할 수 있었다. 아! 공과 같은 아름다운 재주와 기국(器局)ㆍ학업(學業)으로 나아가 그때에 유익하게 쓰임이 되지 못하여 당세에 겉으로 드러난 바가 없으니, 이것은 본디 나라의 제도가 (작위(爵位)를) 국한되게 한 것이겠지만, 강건하고 병이 없었는데도 속히 빼앗아 가버려서 연수(年壽)를 누리지 못하게 함은 또한 무슨 까닭인가? 이것이 바로 공을 아는 사람이 깊이 슬퍼하면서 여러 번 탄식하는 일이다.공에게 2남이 있는데, 맏아들은 심정보(沈廷輔)로 처음 전 참판 정유악(鄭維岳)의 딸에게 장가들었으나 자식이 없고 뒤에 판돈녕 부사 이정영(李正英)의 딸에게 장가들었다. 둘째 아들은 심정협(沈廷恊)으로 진사 조상정(趙尙鼎)의 딸에게 장가들었다. 이에 다음과 같이 명(銘)을 쓴다.심씨(沈氏)는 대가인데 드러남은 청송(靑松)에 있네. 수백년이 지나 상공(相公, 심지원(沈之源))을 탄생시켜 우리 효종(孝宗)을 보필하여 아름다움 드러내어 이지러짐이 없네. 공이 그 뒤를 이어 태어났으니 경사를 내림이 드디지 않았네. 이미 귀히 되고 또 친근하였지만 선비의 아름다움 스스로 간직했네. 경상의 재목과 나라의 그릇으로 금지되어 시대에 쓰임을 얻지 못했네. 온화한 그 용모며 수려한 그 글이여, 여성(礪城)에서 모가 나 옛 유명한 이와 짝할 만하네. 덕은 매우 빛났는데, 어찌 나이는 길지 못하는가? 내 명(銘)은 간사함 없으니 항상 보고 잊지 말게나.— 심익현 [沈益顯] <국역 국조인물고, 원본글 출처 : 심익현 묘지명, 저자 : 이민서(李敏叙), 원전서지 : 국조인물고 권6 국척(國戚)>

## 가계
- 11대조 : 심덕부 - 문하시중, 영삼사사, 문하부 좌정승, 청성백
- 10대조 : 심징 - 세종의 국구 청천부원군 심온(靑川府院君 沈溫) · 태조 이성계의 부마 청원군 심종(淸原君 沈淙)의 형, 경창부윤
- 9대조 : 심석준 - 군자감 판관, 증 호조판서, 양혜공(良惠公)
- 8대조 : 심선 - 경기도 관찰사 증 영돈녕부사
- 7대조 : 심안인 - 세종의 부마 청성위 심안의(靑城尉 沈安義)의 형, 경상우도 병마절도사, 증 병조참판
- 6대조 : 심빈 - 안성군수, 증 이조판서
- 5대조 : 심광언 - 형조판서, 우참찬, 호안공(胡安公)
- 고조부 : 심금 - 과천현감, 사헌부 감찰, 증 이조판서
- 고조모 : 여흥 민씨 - 군수 민희열(閔希悅)의 딸, 성종의 부마 여주위 민자방(閔子芳)의 손녀
  - 증조부 : 심종침 - 숙천부사, 증 좌찬성
  - 증조모 : 단양 우씨
    - 조부 : 심설 - 사산감역, 증 영의정
    - 조모 : 전주 이씨 - 청원도정 이간(靑原都正 李侃)의 딸
      - 아버지 : 심지원 - 영의정, 원상, 총호사
      - 어머니 : 안동 권씨 - 좌랑 권득기(權得己)의 딸, 판서 권극례(權克禮)의 손녀
      - 친어머니: 해평 윤씨 - 부사 윤종지(尹宗之)의 딸, 좌찬성 윤근수(尹根壽)의 증손녀
      - 장인 : 조선 제17대 효종
      - 장모 : 인선왕후 덕수 장씨(仁宣王后 德水 張氏) - 우의정 신풍부원군 문충공 장유(張維)의 딸
        - 본인 : 심익현 - 효종의 부마도위(駙馬), 청평도위(靑平都尉)
        - 부인 : 숙명공주 - 효종과 인선왕후의 딸
          - 아들 : 심정보 - 한성부 우윤
          - 며느리 : 온양 정씨 - 이조판서 정유악(鄭維岳)의 딸
          - 며느리 : 전주 이씨 - 판돈녕부사 이정영(李正英)의 딸
            - 손자 : 심협 - 사헌부 집의
            - 손자며느리 : 백천 조씨 · 광산 김씨
              - 증손자 : 심도진 - 진사
                - 고손자 : 심우영
                  - 5세손녀 : 청송 심씨
                  - 5세손녀사위 : 여흥 민씨 내무독판 민두호(閔斗鎬) - 내무독판 일제 자작 민영휘(閔泳徽)의 아버지
                  - 5세손녀 : 청송 심씨
                  - 5세손녀사위 : 전주 이씨 내무독판 종정경 판돈녕부사 완림군 이재원(完林君 李載元) - 일제 자작·일제 귀족원(상원) 의원 이기용(李埼鎔)의 아버지, 대사성·기로소 비서장 심상만(沈相萬, 대제학 영의정 심상규의 증손)의 장인

            - 손자 : 심사맹
            - 손자며느리 : 전주 이씨
            - 손자 : 심사하 - 문인화가, 진사
            - 손자며느리 : 청주 이씨
            - 손자 : 심사유
            - 손자며느리 : 연일 정씨 - 영의정 정호(鄭澔)의 딸
            - 손녀 : 청송 심씨
            - 손녀사위 : 광산 김씨 김원택(金元澤) - 한성부 판윤
              - 외증손 : 김상복(金相福) - 영의정

          - 아들 : 심정협 - 상의원 첨정
          - 며느리 : 풍양 조씨 - 진사 조상정(趙相鼎)의 딸, 예조판서 조형(趙珩)의 손녀
            - 손자 : 심사주 - 전주부사
            - 손자며느리 : 연안 이씨 - 군수 이주신(李舟臣)의 딸, 숙종의 국구 광성부원군(光城府院君) 김만기(金萬基)의 외손녀

        - 형 : 심익선 - 풍덕부사
        - 형수 : 남양 홍씨 - 병자호란 삼학사 충정공 홍익한(忠正公 洪翼漢)의 딸
          - 조카 : 심정기 - 삭녕군수
          - 조카며느리 : 전주 이씨 - 선조의 왕자 인성군(仁城君)의 삼남 해원군(海原君)의 딸
          - 조카 : 심정로 - 고성군수
          - 조카며느리 : 창원 황씨
          - 조카 : 심정구 - 통천군수
          - 조카며느리 : 청주 한씨
          - 질녀(여조카) : 청송 심씨
          - 조카사위 : 양주 조씨 조태채(趙泰采) - 형조판서 문형 조관빈(趙觀彬)의 아버지, 한진그룹의 창업주인 조중훈의 8대조, 노론 4대신, 좌의정

        - 형 : 심익상 - 해주목사
        - 형수 : 한산 이씨 - 참찬 이홍연(李弘淵)의 딸
          - 조카 : 심정규
          - 조카며느리 : 광산 김씨 - 대사헌 김익경(金益炅)의 딸, 이조판서 대제학 김익희(金益熙)의 조카, 형조참판 사계 김장생(沙溪 金長生)의 증손녀
          - 질녀(여조카) : 청송 심씨
          - 조카사위 : 양주 조씨 조태기(趙泰耆) - 소론의 거두 좌의정 조사석(趙師錫)의 아들, 소론의 영수 영의정 조태구(趙泰耉)의 동생, 노론 4대신 좌의정 조태채의 사촌, 목사

        - 동생 : 심익창 - 성천부사, 경종조의 왕세제였던 연잉군(영조) 시해 미수사건에 연루되어 영조 때 처형됨.
        - 제수 : 성주 이씨 · 사천 목씨
          - 조카 : 심정옥
          - 조카며느리 : 부여 서씨 · 문화 류씨
          - 조카 : 심정주 - 문인화가, 묵포도도의 대가
          - 조카며느리 : 하동 정씨 - 문인화가 사간 정유점(鄭維漸)의 딸
            - 당질 : 현재 심사정(玄齋 沈師正) - 문인화가, 겸재 정선(謙齋 鄭敾), 관아재 조영석(觀我齋 趙榮祏) 또는 공재 윤두서(恭齋 尹斗緖)와 더불어 삼재(三齋)

          - 조카 : 심정석
          - 조카며느리 : 한산 이씨
          - 조카 : 심정신
          - 조카며느리 : 평산 신씨 - 돈녕부 도정 평운군(平雲君) 신성하(申聖夏)의 딸, 소론의 영수 반남 박씨 좌의정 문묘배향공신 박세채(朴世采)의 외손녀, 영의정 신완(申琓)의 손녀
          - 조카며느리 : 평산 신씨 - 진사 신익돈(申益惇)의 딸, 수군절도사 신명전(申命全)의 손녀
          - 조카 : 심정악
          - 조카며느리 : 능성 구씨

        - 동생 : 심익성 - 태인현감, 증 이조판서
        - 제수 : 광산 김씨 - 좌승지 김만균(金萬均)의 딸, 이조판서 대제학 김익희(金益熙)의 손녀, 이조참판 김반(金槃)의 증손녀, 형조참판 사계 김장생(沙溪 金長生)의 고손녀
          - 조카 : 심정채 - 지중추부사
          - 조카며느리 : 덕수 이씨
            - 당질녀 : 청송 심씨
            - 당질녀사위 : 안동 김씨 김이복(金履福) - 노론 벽파의 영수 청송 심씨 영의정 심환지(沈煥之)의 장인, 부사

          - 조카 : 심정기 - 동지돈녕부사
          - 조카며느리 : 한산 이씨 · 전주 이씨 · 밀양 박씨
          - 조카 : 심정서 - 증 사복시정
          - 조카며느리 : 전주 이씨
          - 조카 : 심정최 - 지중추부사
          - 조카며느리 : 남양 홍씨 · 파평 윤씨
            - 당질녀 : 청송 심씨
            - 당질녀사위 : 청주 한씨 한정유(韓鼎裕) - 영의정 한익모(韓翼謩)의 아들, 승지

          - 조카 : 심정수
          - 조카며느리 : 안동 김씨

        - 여동생 : 청송 심씨
        - 매부 : 덕수 이씨 이광하(李光夏) - 한성부 판윤
          - 외조카 : 이집(李㙫) - 좌의정

## 같이 보기
| - 심덕부 - 심징 - 심온 - 심종 - 심안의 - 심광언 - 민자방 - 심지원 - 효종 - 인선왕후 - 숙명공주 - 장유 | - 윤근수 - 홍익한 - 인성군 - 해원군 - 조사석 - 조태구 - 조태채 - 조중훈 - 김장생 - 김익희 - 김익경 - 김상복 | - 김만기 - 영조 - 심사정 - 정선 - 조영석 - 윤두서 - 박세채 - 신완 - 심환지 - 한익모 - 심상규 | - 이정영 - 민두호 - 민영휘 - 이재원 - 이기용 - 심상만 - 정호 - 조형 - 이민서 - 심능건 - 부마도위 - 의빈부 |